# Vier deuren en veertig treden

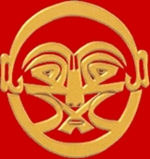
Kalligrafie in het Alevitisme en Bektashisme

Het vier deuren en veertig treden-principe (Turks: 4 Kapı 40 Makam) betreft een (islamitisch) spiritueel-esoterische verhandeling van de 13e-eeuwse soefi-meester, mysticus en alevitische heilige Hadji Bektasj Veli. Het wordt vaak ook beschreven als de zuilen van het Alevitisme en wordt o.a. uitgelegd in zijn Makalat of Maqalat-i Haci Bektas Veli (Engels: The Maqālāt (Conversations) of Hajji Bektash Veli : four gates-forty stations : the stages of spiritual journey).
In deze verhandeling beschrijft Hadji Bektasj Veli welke plichten en stadia een individu moet doorlopen om het niveau van Insan-i Kamil (een perfect mens volgens de islam) te bereiken en om het denkbeeldige gordijn tussen het waarneembare en het onwaarneembare, tussen de mens en de Waarheid op te heffen.
Deze verhandeling is neergelegd in en maakt deel uit van zijn 13e-eeuwse werk Makalat. De 4 deuren zouden oorspronkelijk afkomstig zijn van Mohammed, doorgegaan via Ali en de Ahl al-Bayt-bloedlijn (de familie van Mohammed) en uiteindelijk in zijn huidige vorm zijn samengesteld door Ahmed Yasawi, die het weer doorgaf aan Hadji Bektasj Veli. Alle 40 treden zouden verbonden zijn aan verzen uit de Koran.

## Makalat
Makalat (ook wel geschreven als: Makalât) is een in het Arabisch schrift opgesteld werk van Haci Bektasi Veli en wordt beschouwd als een belangrijk soefistisch geschrift. Haci Bektasi Veli gaat hierin uit van een spirituele en esoterische visie van de islam, de Koran, de profeet en diens familie. Daarmee staat dit tegenover de orthodox-soennitische en orthodox-sjiitische benaderingen van deze religie. Makalat zelf en het vier deuren en veertig treden-principe kunnen tegenwoordig daarnaast ook weer verschillend geïnterpreteerd worden.
Naast de Makalat is er ook de küçük velayet-nâme of kortweg velayetname.

## Levensfasen

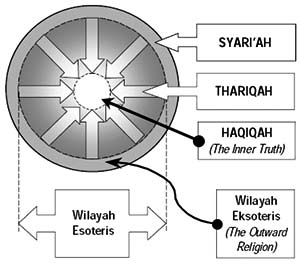
De vier deuren en veertig treden van het Alevitisme

Volgens het vier deuren en veertig treden-principe van Hadji Bektasj Veli dient een mens verschillende fases in zijn leven te ondergaan om de uiteindelijke staat van vervolmaking te bereiken, ook wel Insan-i Kamil genoemd. Dit gebeurt niet vanzelf, maar vergt een actieve houding van het individu zich hiernaartoe te werken. Indien men een bepaalde levensfase bereikt en vervolmaakt heeft, kan men de volgende fase ('trede des levens') betreden.
Er is sprake van vier deuren (hoofdfasen), die weer elk zijn onderverdeeld in tien treden (fases). Dit geeft in totaal veertig levenstreden (levensfasen). De vier deuren (hoofdfasen) staan bekend als:
1. Sharia (Turks: Seriat): Wereldse verplichtingen.
2. Tariqa (Turks: Tarikat): Het innerlijke pad.
3. Marifa (Turks: Marifet): Het ervaren van innerlijke kennis van God of het goddelijke.
4. Haqiqa (Turks: Hakikat): Het ervaren of vereenzelviging met de werkelijkheid, Insan-i Kamil.[1]

## De 40 treden

Asadullah of Esedullah (Leeuw van God), een bijnaam gegeven door Mohammed aan zijn bloedverwant Ali. Het Alevitisme, Bektashisme en Soefisme zien Ali als de deur naar de mystieke kennis en esoterische interpretatie van de Islam, zoals aan hem is overgedragen door Mohammed.

Kul Tanrı'ya kırk makamda erer, ulaşır, dost olur.

"Een dienaar kan God binnen veertig treden bereiken, verlicht worden en een 'vriend' van God zijn (een heilige)."

- Hadji Bektasj Veli
Seriat (Sharia):
1. Iman (Geloven volgens Koran 4:136 en houden aan tawalla en tabarra, in het Turks tevella ve teberra[2]. Een persoon dient dus eerst te onderzoeken en zichzelf te overtuigen)
2. Kennis opdoen (onder andere basiskennis over de Islam, Koran, 12 imams en meer, Koran 96:1: Lees met de naam van uw Heer)
3. Bidden (Koran 1:5 en 3:51)
4. Afstand doen van verboden zaken (alles wat je dichter bij God brengt wordt halal gezien, alles wat je van Hem distantieert haram, Koran 5:62)
5. Behulpzaam zijn aan je familie (Koran 4:36)
6. Je omgeving geen kwaad doen (Koran 7:31 en 7:56)
7. De Profeet Mohammed volgen (via Ali en de Ahl al-Bayt of Ehl-i Beyt, Koran 27:33)
8. Vriendelijk zijn (Koran 9:128)
9. Rein/schoon zijn (zowel van buiten als van binnen, Koran 2:222 en 5:6)
10. Afstand doen van al het ondeugende (Koran 5:79)

Tarikat (Tariqa):
1. Berouw tonen (Koran 2:128)
2. Houden aan de leer van de murshid (Koran 4:59)
3. Schoon kleden (Koran 7:31)
4. Strijden voor het goede (Koran 2:224)
5. Houden van anderen dienen (Koran 3:134)
6. Tegen ongerechtigheid zijn (Koran 2:188 en 18:87)
7. Nooit hoop kwijtraken (Koran 65:3)
8. Een les uit alles halen (Koran 2:269)
9. Zegeningen verspreiden (Koran 23:4)
10. Niet jezelf hoog zien / Zachtmoedig zijn (Koran 25:63 en 22:34)

Marifet (Marifa):
1. Houden aan Adab (Koran 6:151, 31:19 en 24:27-28)
2. Distantiëren van egoïsme, haat en vijandschap (Koran 64:16 en 59:10)
3. Geen oog hebben voor veel (Koran 4:128)
4. Geduldig en overtuigd zijn (Koran 3:125 en 13:24)
5. Gedachten rein houden, halal eten en de dood herinneren (Koran 17:32)
6. Weldadig zijn (Koran 47:38)
7. Kennis opdoen (Mystieke/Batin, tasawwoef, Koran 39:9 en 6:105)
8. Goedertierenheid (Koran 12:92)
9. Volwassenheid / Je innerlijke zelf leren kennen (Koran 67:13 en 64:4)
10. Wijsheid bereiken / Jezelf kennen (Koran 5:105)

Hakikât (Haqiqa):
1. Nederig zijn (Koran 25:63)
2. Over de fouten van anderen heen kijken (Koran 49:12)
3. Niet terughouden van al het goede dat je kan doen (Koran 2:195 en 3:104)
4. Houden van alles wat Allah heeft geschapen (Koran 41:34 en 19:96)
5. De mensheid als één zien (Koran 49:13)
6. Oproepen tot eenheid (Koran 49:10, 6:159, 3:103, 30:32, 8:46 en 8:63)
7. De Waarheid niet verbergen (Koran 2:42 en 3:71)
8. De mystieke betekenis / interpretatie kennen (Koran 3:190)
9. De onwaarneembare goddelijke geheimen kennen (Koran 3:18 en 53:30)
10. Dichter bij God komen (Vahdet-i Vücud of waḥdat al-wujūd, wat letterlijk Eenheid van Bestaan betekent, Koran 50:16)